# Јужна туна плавоперка
Јужна туна плавоперка или туна јужних мора (Thunnus maccoyii) је туна из породице , која настањује воде јужне хемисфере. Величине су до 2,5 метара а могу да буду тешке до 260 килограма и налазе се међу већим кошљорибама. Ова врста као и друге врсте туна део су групе кошљориба које могу да одржавају телесну температуру до 10°C, независно од температуре у околини којој се налазе. Ова предност им омогућава да побегну предаторима и да могу често да мигрирају. Јужна туна плавоперка често лови велике рибе, ракове, главоношце и друге морске животиње.

## Опште карактеристике
Јужна туна плавоперка је грабљивица са великом метаболичком потребом. Спада у пелагичне врсте, али живи на дубини и до 2.500 метара. Ова врста мигрира између тропских и хладних умерених вода у потрази за храном. Сезонске миграције су у водама Индијског океана и у води око Аустралије. Иако је њен пожељни температурни опсег 18—20°C, оне могу поднети и температуру од 3°C, на малим дубинама и 30°C, када се мресте. Широки распон промена температура представља изазов за респираторни и крвожилни систем. Ова врста плива континуирано и великим брзинама, стога имају потребу за кисеоником. Концентрација кисеоника у води мења се са променом температуре (нижа је на вишим температурама). Туне међутим покреће доступност хране, а не топлотна својства воде. Јужна туна плавоперка за разлику од осталих врста туне има константу температуру тела, дакле осим што су ендотерми, оне су и терморегулатори. Врста је наведена као критично угрожена од стране Међународне уније за заштиту природе.
Респираторни системи јужне туне плавоперке прилагођени су њиховим високим потребама за кисеоником. За разлику од осталих правих кошљориба, овој врсти није потребан посебан механизам пумпања, да би пумпала воду кроз шкрге. Све друге врсте туна су изгубиле овај механизам. Tуна има високо специјализоване шкрге, чије је површина од 7 до 9 пута већа него код других организама у њенoм окружењу. Крв јужне туне плавоперке састоји се од еритроцита, лимфоцита, тромбоцита, гранулоцита и моноцита. Ова врста има високи садржај хемоглобина у крви (13,25—17,92 д/дл) и према томе високу носивост кисеоника. Садржај еритроцита у крви креће се у распону од 2,13-29 м/л што је најмање двоструко више од атланског лососа.
Пошто им је просечна концентрација хемоглобина висока, вишак крви се може испоручити у ткива без повећања енергије која се користи за пумпање крви. За ову врсту то је од изузетног значаја када мигрира у хладније окружење. Туне су покретније од свих копнених животиња и једне од најактивнијих риба. Њихов респираторни систем се прилагодио да брзо преузима кисеоник из воде.
Јужна туна плавоперка мигрира између различитих океанских региона и обитава у областима која су релативно сланија. Ова врста такође одржава константну концентрацију јона, због чега је класификована као осморегулатор. Због великих метаболичких потреба, јужна туна плавоперка мора прихватати јоне релативно брзо, да би се обезбедиле довољне концентрације за ћелијску функцију. Јужна туна плавоперка може да пије морску воду док плива како би обезбедила довољне количина јона свом организму.
Уношење натријума и хлорида заједно са нижим релативним концентрацијама јона калијума и калцијума у морској води, омогућавају овој врсти да генерише акционе потенцијалне потребне за контракцију мишића. Јужна туна плавоперка има велику површину шркга, што је важно у потрошњи кисеоника и што је уједно повезано са њеним брзим метаболизмом. Могу се прилагодити повећању сланости воде.

## Комерцијални риболов
Јужна туна плавоперка често се лови у великом броју држава и регија, највише у водама Аустралије, Новог Зеланда, Индонезије и Јужне Африке. Почетак масовног лова ове врсте започео је педесетих година 20. века. Новом технологијом, тражилицама, сателитским снимцима и познавањем руте кретање ове рибе, довело је до експлотације ове рибе у целом њеног опсегу. Током шездесетих година ловљено је 80.000 тона јужне туне плавоперке годишње и 40.000 тона годишње до осамдесетих година. Улов у Аустралији достигао је врхунац 1982. године када је уловљена 21.500 тона ове врсте, а популација се од тада смањила за око 92%. Средином осамдесетих година јавила се неодложна потреба да се смањи риболов ове врсте, што је и урађено али без написмених правила о броју улова.
Конвенција за очување ове врсте одржана је 1994. године и она је представљала формализацију постојећих мера за управљање бројним стањем врсте које се међусобом договориле Аустралија, Нови Зеланд и Јапан. Конвенцијом је створена Комисија за очување јужне туне плавоперке са седиштем у Аустралији, а њен циљ био је да се смањи лов на ову врсту у њеном целом ареалу. Комисији су се накнадно придружиле Јужна Кореја, Тајван, Индонезија и Европска унија. Лимит за лов на ову врсту смањен је 2010. године како би се одржала њена распрострањеност, а наредне године донете су још ригорозније мере.

### Дозвољени улов јужне туне плавоперке у тонама по државама
| Држава         | Статус    | Година пријема | 2010  | 2011  | 2012  | 2013  | 2014  | 2015  | 2016-2017 | 2018-2020 |
| -------------- | --------- | -------------- | ----- | ----- | ----- | ----- | ----- | ----- | --------- | --------- |
| Јапан          | Чланица   | 1994           |       |       |       |       | 3.403 | 4.847 | 4.737     | 6.117     |
| Аустралија     | Чланица   | 1994           | 4.015 | 4.015 | 4.528 | 4.698 | 5.193 | 5.665 | 5.665     | 6.165     |
| Кореја         | Чланица   | 2001           |       |       |       |       | 1.045 | 1.140 | 1.140     | 1.240,5   |
| Тајван         | Чланица   | 2002           |       |       |       |       | 1.045 | 1.140 | 1.140     | 1.240.5   |
| Нови Зеланд    | Чланица   | 1994           |       |       |       |       | 918   | 1.000 | 1.000     | 1.088     |
| Индонезија     | Чланица   | 2008           |       |       |       |       | 750   | 750   | 750       | 1.023     |
| Европска унија | Чланица   | 2015           |       |       |       |       | 10    | 10    | 10        | 11        |
| Јужна Африка   | Чланица   | 2016           |       |       |       |       | 40    | 40    | 40        | 450       |
| Филипини       | Сарадници |                |       |       |       |       | 45    | 45    | 45        | 0         |

## Рекреативни риболов
Јужна туна плавоперка такође се лови и рекративно у водама Аустралије. Дозвољени улов регулисан је законодавством и варира од државе до државе.
Годишње се одржи неколико такмичења у риболову на ову врсту. Године 2015. одржано је такмичење у Виктор Харубуру, а манифестација је привукла 165 такмичара и 54 брода. Током турнира уловљено је 2.500 килограма ове врсте, а просечна тежина рибе била је 14,76 килограма.

### Лимити за рекреативни риболов у Аустралији
| Држава             | Статус очувања | Лимит вреће | Лимит бродова | Поседовање    | Минимална величина | Референце |
| ------------------ | -------------- | ----------- | ------------- | ------------- | ------------------ | --------- |
| Јужна Аустралија   | Нема           | 2           | 6             | није доступно | Нема               | [ 22 ]    |
| Викторија          | Претња         | 2           | није доступно | 2             | Нема               | [ 23 ]    |
| Нови Јужни Велс    | Угроженост     | 1           | није доступно | није доступно | Нема               | [ 24 ]    |
| Западна Аустралија | Нема           | 3           | није доступно | није доступно | Нема               | [ 25 ]    |
| Тасманија          | Нема           | 2           | 4*            | 2             | Нема               | [ 26 ]    |

## Аквакултура

### Узгој
Због малог броја уловљених примерака, многе рибаре у Аустралији натерао је да почну са узгајањем ове врсте. Узгој у Аустралији концентрисан у области града Порт-Линколн, где се од седамдесетих година 20. века налазе скоро сва предузећа која се баве ловом на ову врсту. Узгој је почео 1990-их, а индустријска производња је непрестано расла до средине двехиљадитих година, од када се одржава на нивоу од 7.000 до 10.000 тона годишње. Када су уведени закони и када је опао број јужних туна плавоперки у водама Аустралије. Врста се мрести између септембра и априла сваке године у једином познатом мрестилишту у Индијском океану, које се налази између северозападне обале Аустралије и Индонезије. Процењује се да се јаја излежу у року од два до три дана, а да наредне две године млади примерци достижу тежину до 15 килограма. Сексуалну зрелост достижу између 9 и 12 година старости. Млади примерци јужне туне плавоперке, предмет су лова углавном на континенталном прагу, у области Великог аустралијског залива од априла до децембра сваке године.
Сваке године у априлу лови се велики број примерака ове рибе, након чега се замрзну и авионима одвозе у Токио. Аустралија извози 10.000 тона ове врсте у вредности од 200 милиона долара. Јужна Аустралија годишње заради између 200 и 300 милиона аустралијских долара од продаје ове рибе. Врхунац је био 2004. године, када је ова држава зарадила 290 милиона аустралијских долара. Улов и транспорт јужне туне плавоперке у близини Порт Линколна приказан је у документарном филму Tuna Wranglers из 2007. године.

### Прехрана
Научници већ дуго покушавају да створе јефтину храну за ову рибу, како би се омогућио њен узгој у вештачким базенима. Годишњи трошкови за ово истраживање износе 100.000 америчких долара. Јужне туне плавоперке које се узгајају вештачки углавном имају већи садржај масти у односу на туне из океана. Овој врсти, дужине једног метра потребно је око 15 килограма живе рибе за добијање масти од 1 килограма, а око 1,5 до 2 тоне лигњи и скуше за добијање масе од 100 килограма.

### Дијететски суплементи
Резултати студије Јужноаустралијског института за развој и истраживање (САРДИ) показали су да се прихрањивање риба, храном која је око 10 пута богатија прехрамбеним антиоксидантима повећао ниво витамина Е и витамина Ц, али не и селена у месу туне, док се повећао и рок трајања.

### Паразити и патологија
Ризик од паразита и ширења болести јужне туне плавоперке је низак и занемарљив, смртност је само 2-4%. Примећен је разнолики спектар паразита, а већина њих представља мали или никакав ризик по њихово здравље. 

### Развој вештачког узгоја
У почетку је вештачко узгајање ове врсте било изузетно тешко, али 2007. године користећи хормонску терапију развијену у Европи и Јапану, успело се са производњом природног хормона ове рибе и активиран је мрест у затвореним резервоарима. Једна компанија сакупила је оплођена јајашца матичног јата од 20 јединки у тежини од 160 килограма.

## Употреба у људској исхрани
Храна која се спрема од меса јужне туне плавоперке је гурманска, нека од ових јела су суши и сашими. Садржи средње ароматизовано месо, а јапански и западни кувари сматрају ову врсту најукуснијом сировом рибом на свету. Највећи потрошач ове рибе је Јапан, а иза њих су Сједињене Америчке Државе, а након њих Кина. Јапански увоз три врсте туне плавоперке порастао је са 957 на 5.235 тона 1993. године. Цена ове рибе је достигла врхунац 1990. када је износила 34 долара за килограм. Од 2008. године, ова врста продавала се за 23 долара по килограму. Пад вредности и снабдевања овом врстом туне уследио је због повећања снабдевања атлантском туном плавоперком из Средоземног мора. Рибарница Цукиџи највеће је велепродајно место јужне туне плавоперке, кроз коју прође око 2.400 тона ове рибе на дневном нивоу у вредности од 20 милиона долара. За најквалитетније комаде јужне туне плавоперке цене су много веће.

## Угроженост
Међународна унија за заштиту природе класификовала је јужну туну плавоперку као крајње угрожен таксон. У Аустралији постоји засебна заштита према закону те државе, а овај закон омогућава комерцијално искоришћавање ове врсте, упркос њеној угрожености на нивоу света. Врста је такође наведена као угрожена према Закону о управљању рибарством из 1994. године у Новом Јужном Велсу и као угрожена Законом флоре и фауне из 1998. године у Викторији. Рекреативни риболов на ову врсту дозвољен је у свим државама и територијама.
Године 2010. Гринпис додао је на своју црвену листу јужну туну плавоперку, на којој се налазе врсте за које се сматра да имају висок ризик од истребљења. Друге организације за заштиту животне средине и животиња оспориле су одрживост риболова на ову врсту, њеног вештачког узгајања и рибарења, укључујући и Аустралијско друштво за заштиту мора, друштво за заштиту Морски пастир  и Савет за очување Јужне Аустралије. Покушај проширења узгоја ове врсте у водама код острвља Сир Јозеф Бенкс, острва Кенгур, Лот и Гранит, наишли су на јавно противљење многих организација из еколошких разлога. Предмет је завршио на суду и случај је решен у корист оних који су се противили овоме.

## Негативни утицај

### Загађење
Вештачки базени у којима се узгаја ова врста налазе се на више километара од обале, па већа дубина океана у тим областима доприноси ублажавању негативног утицаја на бентос. Због високог метаболизма јужне туне плаворепке, присутан је мали степен задржавања азота у њеном ткиву, због чега од 86 до 92% азота завршава у окружењу. Током двехиљадедесетих ова индустрија је у Аустралији дала допринос у загађењу нутријентима на годишњем нивоу у износу од 1.946 тона. 

### Утицај на сардине
Највећи риболов (по обиму) једне врсте у Аустралији развијен је од 1991. године, са циљем да се обезбеди храна за јужне туне плавоперке у рибњацима. Улов сардина је од тада повећан са 3.241 тона 1995. године на 42.475 тона у 2005. години. Према јужноаустралијском удружењу индустрије сардина 94% годишњег улова се користи као храна за јужне туне плавоперке, а остатак као храна за људе, мамце и као храна за кућне љубимце. Највише се лови у заливу Спенсер и у близини острва Кенгур у водама Јужне Аустралије. Такође значајан улов ове врсте је у Великом аустралијском заливу.
Познато је да смањење популације врста које се користе као мамци у значајној мери утиче и на птице.

## Филм и телевизија
О лову на јужне туне плавоперке снимљено је неколико документарних филмова укључујући Tuna Cowboys (2003) и Tuna Wranglers (2007). Неки од филмова где се приказује лов на ову врсту су Port Lincoln home of the bluefin tuna (2007) и Sushi: The Global Catch (2012).